# Kuf
En kuf er en historisk skibstype, der i det 18. og 19. århundrede anvendtes primært i Vadehavet (Belgien, Nederlandene, Tyskland). En kuf er fladbundet, bred i begge ender og tomastet. For at formindske afdriften har den et sværd på begge sider, der rager flere fod neden for skibets bund, når det er nedfiret. Storsejlet var oprindelig et spydsejl, men kunne senere også være et gaffelsejl.